# 白圻
白圻（1466年—1517年），字輔之，直隸常州府武進縣人，明朝政治人物。

## 生平
成化十九年（1483年）癸卯科應天鄉試第八十九名舉人，二十年（1484年）甲辰科進士。授南京戶部主事，出為浙江布政使司參議，奏免長興縣被災田賦。累遷都察院右副都御史、總督南京糧儲，曾疏請革冗費冗食，平衡收支。正德十二年（1517年）卒。

## 家族
祖父白珂，教諭；父白昂，光祿大夫柱國太子太傅刑部尚書，贈太保，諡康敏。兄白埈（錦衣衛都指揮同知），弟白坊。